# Katechizm polskiego dziecka
Katechizm polskiego dziecka – jeden z wierszyków patriotycznych Władysława Bełzy wydany w tomiku Katechizm polskiego dziecka w roku 1900.
Wiersz jest znany też pod tytułem „Wyznanie wiary dziecięcia polskiego” albo „Katechizm młodego Polaka”. Zaczyna się od słów „Kto ty jesteś? – Polak mały”. Jego prosta forma, nawiązująca do dziecięcych wyliczanek sprawiła, że stanowił on najprostszą formę edukacji patriotycznej najmłodszego pokolenia. Utwór składa się z podstawowych pytań i odpowiedzi o cechy tożsamości młodego Polaka. Ułatwiał zapamiętywanie znaków i symboli narodowych.
Utwór ten objęty był w 1951 roku zapisem cenzury w Polsce, podlegał natychmiastowemu wycofaniu z bibliotek.
Wiersz dodano do propozycji lektur szkolnych dla klasy w 1983 r.; podobnie utwór ten był zalecany jako lektura dla tej klasy pod koniec lat 90. (w programie z 1997, obowiązującym do 1999 r.).
| Tekst utworu |
| --- |
| Kto ty jesteś? Polak mały. Jaki znak twój? Orzeł biały. Gdzie ty mieszkasz? Między swemi. W jakim kraju? W polskiej ziemi. Czem ta ziemia? Mą Ojczyzną. Czem zdobyta? Krwią i blizną. Czy ją kochasz? Kocham szczerze. A w co wierzysz? W Polskę wierzę. Coś ty dla niej? Wdzięczne dziecię. Coś jej winien? Oddać życie. |